# دريجة عريضة المنقار

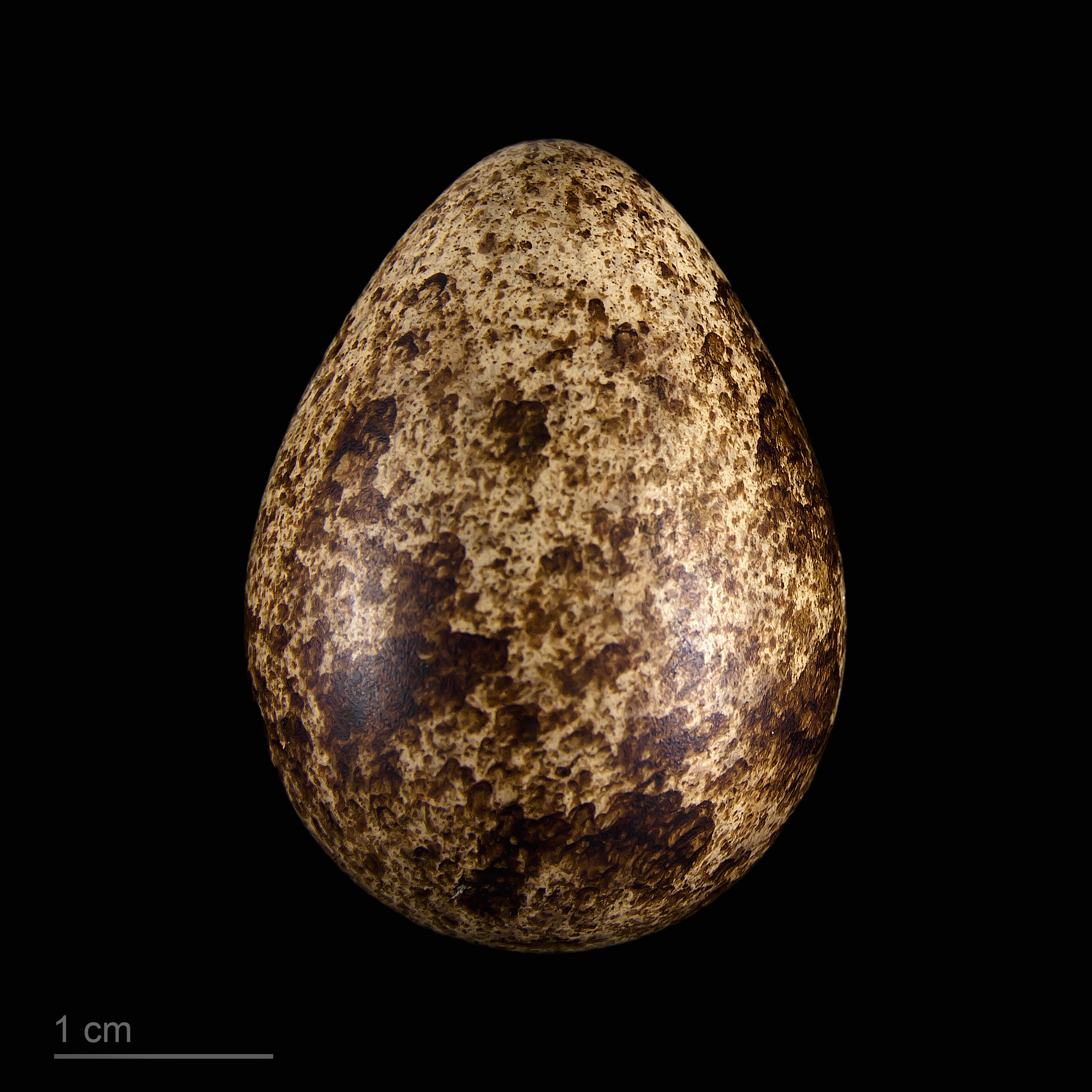
Limicola falcinellus falcinellus

دريجة عريضة المنقار (الاسم العلمي: Limicola falcinellus) (بالإنجليزية: Broad-billed Sandpiper)‏ هو نوع من الطيور يتبع جنس الدريجة ساكنة الوحل من فصيلة دجاج الارض.